# Hermann Drum
Hermann Drum (3 novembre 1911 - 7 février 1945) est un homme politique allemande de Rhénanie-Palatinat. Cadre du NSDAP, il fut Kreisleiter de l'arrondissement de Sarrebourg en 1942. 

## Biographie
Hermann Drum naît le 3 novembre 1911, à Montigny-lès-Metz, dans la périphérie de Metz, une ville de garnison animée d'Alsace-Lorraine. Avec sa ceinture fortifiée, Metz est alors la première place forte du Reich allemand. Après des études secondaires dans une Berufsschule, dans la filière professionnelle, Drum fait son apprentissage chez BASF à Ludwigshafen. 
Par carriérisme, et malgré ses convictions religieuses, Hermann Drum s'inscrit au NSDAP le 1er novembre 1931. Il devient Kreisamtsleiter, fonctionnaire territorial au service du NSDAP en Rhénanie-Palatinat. De 1938 à 1941, il est Adjutant, puis Stellvertretender, adjoint du Gauleiter dans le Gau Saarpfalz, futur Gau Westmark. Sous la direction du Gauleiter Bürckel, Drum est nommé Gauabteilungsleiter. De mars à octobre 1942, il fait fonction de Kreisleiter dans l'arrondissement de Sarrebourg en Lorraine annexée. 
À partir de 1943, Drum prend une part active à la guerre. C'est ainsi qu'il tombe près de Porschkeim, en province de Prusse-Orientale, le 7 février 1945.

## Sources
- Dieter Wolfanger: Die nationalsozialistische Politik in Lothringen 1940-1945, Saarbruck, 1977.
- Franz Maier: Biographisches Organisationshandbuch der NSDAP und ihrer Gliederungen im Gebiet des heutigen Landes Rheinland-Pfalz. Verlag v. Hase & Koehler, Mayence, 2007.